# 科思创

拜耳材料科学logo

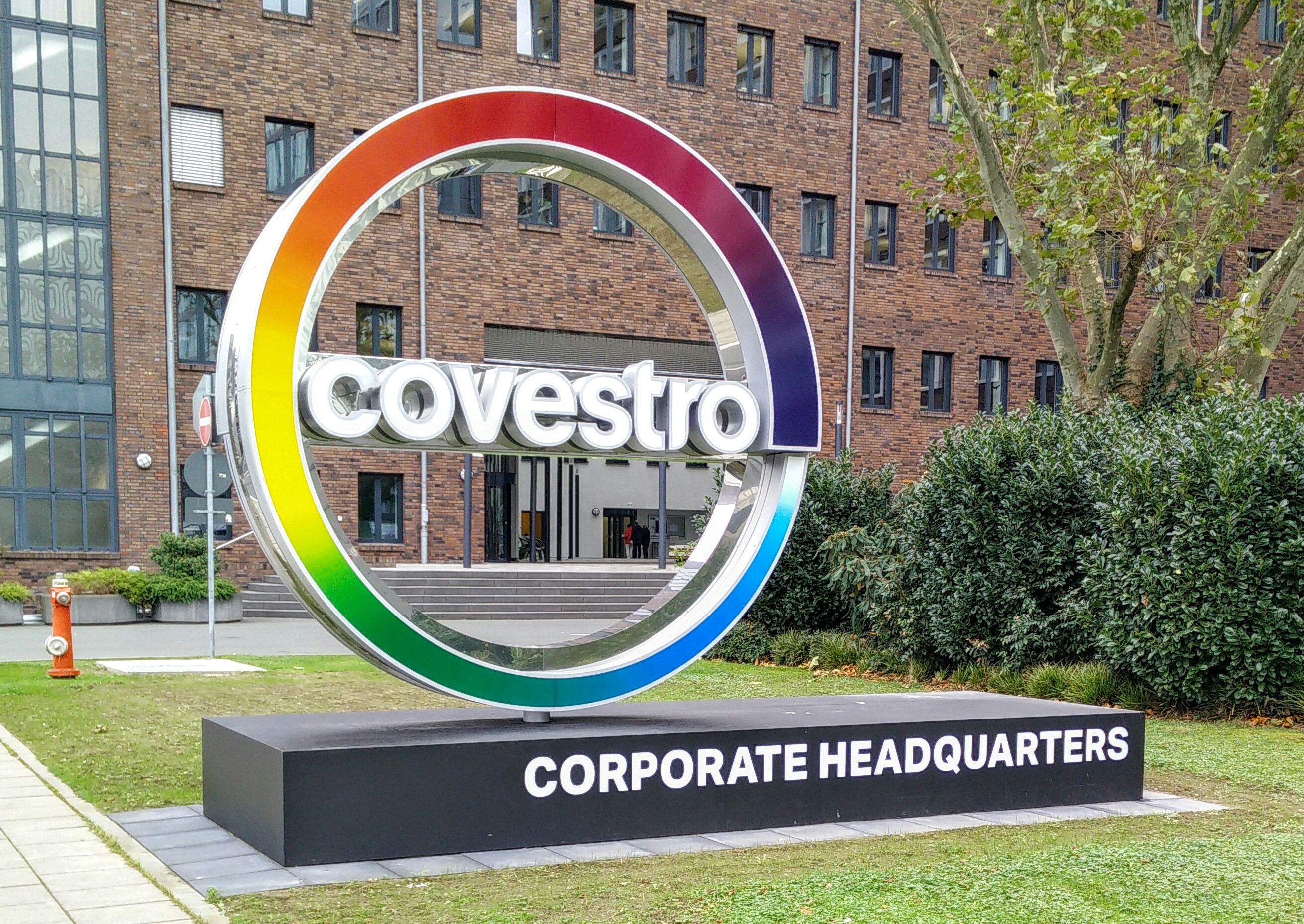
公司总部

科思创（德語：Covestro AG）是一家德国化学工业公司。

## 历史
创建于2015年9月1日，前身是拜耳材料科学事业部。后来剥离出来成为一家独立公司。 2015年10月在法兰克福证券交易所挂牌上市。2018年5月拜耳卖出了所有持有股份，但拜耳养老金信托仍持有6.8%的股份。主要产品涉及汽车制造和供应，电气工程和电子，建筑和家庭产品，以及运动和休闲。